# Die letzte Warnung
Die letzte Warnung ist ein 1928 entstandener, US-amerikanischer Stummfilm-Krimi in Gestalt einer Schauergeschichte mit Gruselfilmelementen. Es war die letzte Inszenierung des deutschen Filmarchitekten und Regisseurs Paul Leni. Die Hauptrollen spielen Laura La Plante und Montagu Love. Der Geschichte liegen der Roman House of Fear von Wadsworth Camp und das daraus entwickelte Theaterstück The Last Warning von Thomas F. Fallon zugrunde.

## Handlung
Der Broadway-Schauspieler John Woodford wird während einer Vorstellung durch Starkstrom getötet. Wenig später verschwindet seine Leiche. Eine Chloroform-ähnliche Flüssigkeit wird gefunden, und es macht ein Gerücht die Runde, dass Woodford in eine Menage-à-trois verwickelt gewesen sei. Ein wirkliches Motiv für den Anschlag wird jedoch nicht entdeckt. In den folgenden fünf Jahren, in denen das Theater geschlossen bleibt, wird vergeblich versucht, diesen mysteriösen Fall aufzuklären. Schließlich eröffnet der Produzent Mike Brody die Spielstätte mit demselben Stück. Er will auf diese Weise herausfinden, wie es zu diesem schrecklichen Anschlag kam. Bei den Proben kommt es erneut zu mysteriösen Vorgängen: Unerfindliche Geräusche durchdringen das noch leere Theater, Kulissen fallen herab und ein lokales Feuer bricht urplötzlich aus. Ein Unbekannter stiehlt außerdem die Geldbörse der neuen Hauptdarstellerin Doris Terry.
Der Bühnenmeister Josiah Bunce erhält ein Telegram, in dem er gewarnt wird, sich von diesem Stück zurückzuziehen, und Arthur McHugh, der neue Theaterbesitzer, wird von John Woodfords Geist heimgesucht. Während der Generalprobe wiederum verschwindet Doris’ Kollege Harvey Carleton während eines Stromausfalls, und Doris sieht einen Moment lang eine maskierte, unheimliche Gestalt und einen weiteren Mann, der dem angeblich toten John Woodford ziemlich ähnelt. Beide Männer verschwinden ebenso schnell wie sie aufgetaucht waren. Als man diesen Begebenheiten nachgeht, entdecken einige Darsteller hinter einem Bild einen Hebel, der eine geheime Falltür öffnet. Man findet Harvey, und Arthur McHugh und der Schauspieler Richard Quayle folgen einem geheimen Tunnelgang, der direkt zu Doris’ Garderobe führt.
Am Abend der Premiere hat Theaterdirektor McHugh mehrere Polizisten aufgeboten, die die Sicherheit der Gäste aber auch der Künstler während der Vorstellung gewährleisten sollen. Noch während der Premiere entdeckt man einen Stromleitungsdraht, der 400 Volt in einen Kerzenleuchter jagen kann. Richard, der in der Schlussszene dorthin greifen soll, wird im letzten Moment von McHugh daran gehindert. Bald wird auch der große Unbekannte entdeckt, der sich in einer zum Stück gehörenden Standuhr versteckt hat. Der unheimliche Maskierte schießt auf einen der eingreifenden Polizisten, dann rutscht der Täter durch die geöffnete Falltür in die Tiefe. Der Mann versucht zu entkommen, wirft mit einer lebensechten Woodford-Puppe nach seinen Verfolgern und klettert das Theatergerüst hoch. Er schwingt sich mit einem Theaterseil durch die Lüfte, stürzt aber ab, als das Tau kurzerhand von einem Bühnenarbeiter gekappt wird. Als Schurke erweist sich der Bühnenmeister Josiah, der Drahtzieher hinter den Anschlägen. Er handelte im Auftrag eines Großaktionärs des Theaters, der die Bühne nicht genutzt sehen wollte.

## Produktionsnotizen
Die letzte Warnung entstand 1928 in den Universal Studios und wurde am 6. Januar 1929 uraufgeführt. Die österreichische Premiere war am 24. Mai 1929, die deutsche Erstaufführung am 28. August desselben Jahres in Berlins U.T. Kurfürstendamm.
Carl Laemmle junior überwachte die Produktion, Charles D. Hall entwarf die Filmbauten.
Von diesem Film wurde auch eine Movietone-Fassung angefertigt, also eine mit Tongeräuschen unterlegte Version.

## Wissenswertes
Am Broadway lief das Theaterstück The Last Warning ab dem 24. Oktober 1922 bis zum Mai 1923 an insgesamt 238 Abenden.
Joe May drehte 1939 ein Remake unter dem Titel The House of Fear.

## Kritiken
Mordaunt Hall von der The New York Times verortete „einige gut inszenierte Passagen“, kritisierte allerdings die unkontrollierte Anwendung von Ton- und Schreigeräuschen. Sid Silverman von Variety hingegen lobte die Toneffekte, die gerade genug „Schreie evozieren, um die Filmverrückten an der Stange zu halten“.
Paimann’s Filmlisten resümierte: „Ein trotz Phantastik und bizarrer Details interessantes und ungemein spannendes Sujet, dessen Hauptrollen mit einem ausgezeichneten Ensemble besetzt sind, dem der Regisseur … seinen Stempel aufdrückt.“
Halliwell‘s Film Guide empfand den Film als einen „stilvollen Comedy-Thriller mit all den üblichen Ingredienzien eines Krimis“.